# Elena-Katharina Sohn
Elena-Katharina Sohn (* 14. Oktober 1979 in Essen) ist eine deutsche Autorin von Ratgeber-Büchern.

## Leben
Elena-Katharina Sohn wuchs in Hameln auf und lebt seit 2000 in Berlin. Sie studierte Politologie und arbeitete nach ihrem Abschluss an der Universität Potsdam zunächst als Journalistin und PR-Beraterin. Nach der Trennung von ihrem Partner gründete sie 2011 die Agentur Die Liebeskümmerer als Anlaufstelle für Menschen mit Liebeskummer. Parallel dazu erwarb Sohn die Zulassung als Heilpraktikerin für Psychotherapie.
Sohns erstes Buch Schluss mit Kummer, Liebes!, erschien 2013 im Ullstein Verlag. Ihr zweites Buch Goodbye Herzschmerz – Eine Anleitung zum Wieder-Glücklichsein war 25 Wochen lang auf der Spiegel-Bestsellerliste der Sachbuch-Taschenbücher platziert und inspirierte den Streamingdienst Netflix zur Produktion der romantischen Komödie Die Liebeskümmerer, der im Frühjahr 2024 erscheinen wird. Ebenfalls im Januar 2024 erschien das neue Buch der Autorin, Das Buch, das Dein Herz gern lesen würde im Heyne Verlag. Als Liebeskummer-Expertin schreibt Sohn regelmäßig für verschiedene Frauenmagazine wie die Brigitte oder die freundin.

## Publikationen
- Schluss mit Kummer, Liebes! Geschichten vom Herzschmerz und wie er verging. Ullstein, Berlin 2013, ISBN 978-3-548-37482-6
- Goodbye Herzschmerz – Eine Anleitung zum Wieder-Glücklichsein. Ullstein, Berlin 2016, ISBN 978-3-548-37611-0
  - als Hörbuch, gelesen von Feli Haacke, Argon Verlag, Berlin 2017, ISBN 978-3-8398-8142-2
- Goodbye Beziehungsstress – Eine Anleitung zum Zusammen-Glücklichsein. Ullstein, Berlin 2018, ISBN 978-3-548-37714-8
- Das Buch, das Dein Herz gern lesen würde – Zehn Fragen für ein glückliches L(i)eben. Heyne, München 2024, ISBN 978-3-453-60653-1
  - als Hörbuch, gelesen von der Autorin, Lausch Medien, Hamburg 2024